# 伊朗足球協會
伊朗足球協會是專門管轄伊朗足球事務的組織。該組織成立於1920年，並在1945年加入國際足協。此外，該組織還是亞洲足協的成員。

## 外部連結
- 官方網頁
- 國際足協網頁（页面存档备份，存于）
- 亞洲足協網頁[永久]